# Klečet
Klečet – wieś w Słowenii, w gminie Žužemberk. W 2018 roku liczyła 152 mieszkańców.